# Чудов, Виктор Владимирович
Чудов Виктор Владимирович (род. 27 февраля 1961 года, г. Солигорск, БССР) — председатель Законодательной думы Хабаровского края пятого и шестого созывов.

## Биография
После окончания Белорусского технологического института им. Кирова в 1983 году работал начальником нижнего склада в Селихинском леспромхозе Комсомольского района Хабаровского края.
В 1984 году — секретарь комитета ВЛКСМ леспромхоза.
В 1986 году — второй, затем первый секретарь Комсомольского райкома ВЛКСМ.
С 1987 года по 1992 год[уточнить] — второй, затем первый секретарь Хабаровского крайкома ВЛКСМ.
С 1992 года по 1993 год — главный экономист государственной телевизионной и радиовещательной компания «Дальневосточная».
С 1993 года по 1998 год — занимает руководящие должности в АКБ «Провинциалбанк» (Хабаровск).
В 2009 году назначен заместителем председателя правительства Хабаровского края и министром промышленности транспорта и связи.
В 2011 году назначен первым заместителем правительства Хабаровского края по вопросам модернизации и промышленной политики. На этой должности, в том числе, курировал проект создания Дальневосточного инновационного кластера авиа- и судостроения. После того, как он победил на довыборах 8 сентября 2013 года, конференция регионального отделения «Единой России» рекомендовала своей фракции выдвинуть его в председатели краевой Думы.
24 сентября 2013 года на внеочередном заседании Законодательной думы Хабаровского края 19-ю голосами «за» при двух — «против» был избран спикером регионального парламента пятого созыва.
2 октября 2014 года переизбран председателем краевой Думы шестого созыва.
10 июня 2015 года, в ходе расследования уголовного дела о хищениях при строительстве космодрома «Восточный» ему было предъявлено обвинение в присвоении денежных средств в особо крупном размере. 11 июня первичная организация «Единой России» приостановила его членство в партии, а 7 декабря того же года он был выведен из состава политсовета ЕР.
В феврале 2016 года единогласным решением Хабаровской краевой думы — был отстранён от должности спикера. 28 февраля 2018 года Дальневосточный окружной военный суд в Хабаровске приговорил его к шести годам колонии. Наказание отбывал в хабаровской ИК № 3.
В июне 2019 года Железнодорожный район суд заменил ему наказание на исправительные работы и освободил из колонии.